# Leo Goldhammer
Leo Goldhammer, cunoscut și ca Arjeh Sahawi-Goldhammer, (n. 18 martie 1884, Mihăileni, județul Botoșani – d. 18 iulie 1949, Haifa, Israel) a fost un jurist evreu stabilit la Viena și mai apoi în Israel.

## Studiile
După absolvirea studiilor juridice la Viena a audiat la Berlin cursurile de sociologie susținute de Georg Simmel, iar la Frankfurt am Main cursurile de economie susținute de Franz Oppenheimer. În anul 1908 a fost promovat doctor iuris.

## Activitatea
Între 1909 și 1938 a activat ca avocat la Viena.
În calitate de președinte al Fondului Evreiesc (Keren Kayemeth Leisrael) din Viena, a ajutat numeroși evrei din Europa apuseană și de nord să emigreze în Palestina britanică, refugiindu-se la rândul său în ultimul moment, în anul 1939, din fața terorii naziste. A conceput primele cărți de identitate ale statului Israel.
1. ↑  Österreichisches Biographisches Lexikon 1815–1950, accesat în 5 ianuarie 2020